# Teresa De Giuli-Borsi
Pour les articles homonymes, voir De Giuli.
Teresa Di Giuli-Borsi (née Maria-Teresa Pippeo à Mondovì le 26 octobre 1817 - décédée le 18 novembre 1877 à Naples) est une cantatrice italienne qui s'est produite au milieu du XIXe siècle.

## Biographie
Fille d'un militaire piémontais, Giuseppe Pippeo et de Anna Degiuli, elle-même cantatrice, elle commence la musique par le clavecin, et c'est une maladie qui lui révèle sa voix. 
Elle est alors l'élève de Mariano Monzocchi à Turin, puis de Mazzucato à Milan. Elle se produit dès 1839 au Teatro Re, dans Elisa e Claudio (it) de Mercadante, et Beatrice di Tenda de Vincenzo Bellini, puis sur la scène de La Fenice à Venise, à Trieste, Padoue, Reggio Emilia, Lugo et Parme, où elle épouse Carlo Antonio Borsi le 5 février 1842. Elle poursuit sa formation avec Luigi Ronzi à Bologne, également formateur de Leone Giraldoni ou d'Emilia Boldrini. En 1842, Verdi la réclame pour Abigaïl dans Nabucco, et commence alors une carrière internationale, qui la mène entre autres à Vienne. Elle revient en 1844-1845 à Milan qui l'acclame, et le roi Charles Albert la nomme Cantante di Camera. En 1846-1847 et 1847-1848, elle se produit à Saint-Pétersbourg. Elle chante ensuite au Théâtre Carlo-Felice de Gênes, à Rome, au Grand théâtre du Liceu de Barcelone, au Théâtre de la place d'Oriente de Madrid, où elle reviendra en 1858-1859. Elle chante sur toutes les scènes d'Italie, y compris la Salle des Cinq-Cents à Florence où elle reçoit une médaille d'or. Elle va chanter aussi à Lisbonne, où, fin 1850, elle interprète Paulina dans la version espagnole du Poliuto de Donizetti et Isabel dans Roberto el Diablo de Meyerbeer.
Elle ménage assez sa voix pour prolonger sa carrière : en 1857-1858, elle se produit au Teatro Carolino de Palerme, puis à l’Apollo de Rome pendant l’automne 1861, pour des œuvres comme Isabella d’Aragona de Carlo Pedrotti (20 novembre). Elle est acclamée au Teatro Paganini de Gênes dans La traviata et dans Macbeth (automne 1862), au Teatro Scribe (it) de Turin dans La traviata et dans le Don Carlo de Serafino Amedeo De Ferrari (en) (printemps 1863), au Teatro Comunale de Ferrare (printemps 1864) et à la Fenice de Venise (automne 1866) pour Un ballo in maschera. Enfin pendant le carnaval 1873 elle revient à Palerme, pour Ruy Blas de Filippo Marchetti et pour la première locale de la Forza del destino.
Dans ses dernières années, elle forme sa fille  Giuseppina (? – Naples, 4 février 1927), soprano, qui monte sur scène avec quelque succès, entre 1870 et 1886. Mariée à l’impresario Marino Villani, Giuseppina débute très jeune le 20 octobre 1870 dans la Forza del destino au Teatro Argentina de Rome et chante sur les principales scènes italiennes et étrangères (Barcelone, Saint-Pétersbourg, Lisbonne, Vienne, Nice, Séville, Budapest et Bucarest). Verdi l'estime assez pour l'indiquer comme candidate au rôle de Aida (lettre du 30 mars 1871, Quaderni dell’Istituto di studi verdiani, vol. IV, p. 46), et pour accuser Giulio Ricordi en septembre 1883 de ne pas bien mener la carrière de la cantatrice (« lett. 173-175, 177 », dans Carteggio Verdi-Ricordi, Parme, 1994).
Teresa meurt à Naples en 1877.

## Caractéristiques de sa voix et de son jeu
Dotée d'une voix étendue, claire et agile, et en même temps robuste, comme il convient à une soprano dramatique, elle a su préserver ses dons dans la durée, et a continué d'interpréter des héroïnes de Verdi, Donizetti et Bellini jusqu'à la fin de sa carrière. Après la brillante interprétation d’Abigaille, son tremplin vers la célébrité, elle montra une aptitude particulière aux rôles de Verdi, au point de devenir la référence en termes de soprano verdien. Son jeu ira en s'améliorant, puisque la Gazzetta musicale de Milan critique son maintien « trop académique » au soir de son succès dans Nabucco (1842), mais que dix années plus tard (1852), on l'acclame pour son naturel dans le geste et l'action.

## Interprétations

### Rôles créés
- Anelda d'Albano dans Anelda da Messina d'Edoardo Vera (en), à La Scala de Milan, le 17 octobre 1843 et l'automne qui s'ensuit[8],[2].
- Jolanda dans Lara de Matteo Salvi, le 4 novembre 1843[2] à La Scala, face à Marietta Alboni dans le rôle de Mirza[9].
- Maria dans L'assedio di Brescia de Giovanni Bajetti (ca), à La Scala, le 21 novembre 1843 et l'automne[10],[2].
- Sofonisba dans Sofonisba de Luigi Petrali (en), le 6 février 1844 à La Scala[2],[11].
- Lida dans La battaglia di Legnano de Giuseppe Verdi, au Teatro Argentina de Rome, le 27 janvier 1849[12]. Ce rôle aurait été écrit par Verdi précisément pour elle[13].
- Alceste dans Alceste de Giuseppe Staffa (en), au Teatro San Carlo de Naples, en octobre 1852[14].
- Elvira di Attaida dans Camoëns de Gualtiero Sanelli, au Teatro Regio de Turin, le 25 décembre 1852[15].
- Elena dans L'assedio di Malta de Achille Graffigna (it), au Teatro Nuovo de Padoue, le 30 juillet 1853[16].

### Autres
- Abigaïl dans Nabucco de Verdi, l'été 1842[17]. Ce qui aurait donné un nouvel élan à l'œuvre après celle qui avait créé le rôle, Giuseppina Strepponi[18], la future épouse de Verdi[19].